# Francisco Pinto Balsemão
Francisco José Pereira Pinto Balsemão (* 1. září 1937) byl portugalský politik. V letech 1981–1983 byl premiérem Portugalska.
Začínal jako novinář v deníku Diário Popular. Roku 1973 založil vlastní týdeník novinového formátu Expresso a do roku 1980 ho vedl. Stal se jedním ze spolumajitelů mediální skupiny Impresa. Po Karafiátové revoluci se stal představitelem portugalské Sociálnědemokratické strany (Partido Social Democrata), jež je ovšem navzdory názvu středopravicovou stranou. Patřil k zakladatelům strany z roku 1974. Premiérem se stal poté, co při letecké havárii zahynul Francisco de Sá Carneiro.

## Vyznamenání
| Stát        | Stuha | Název                                             | Datum udělení      |
| ----------- | ----- | ------------------------------------------------- | ------------------ |
| Belgie      |       | Velkokříž Řádu koruny                             | 23. listopadu 1981 |
| Brazílie    |       | Velkokříž Řádu Jižního kříže                      | 25. listopadu 1981 |
| Itálie      |       | Rytíř velkokříže Řádu zásluh o Italskou republiku | 23. října 1981     |
| Jugoslávie  |       | Velkokříž Řádu praporu Jugoslávie                 | 8. června 1983     |
| Maďarsko    |       | Velkokříž Řádu praporu Maďarské lidové republiky  | 26. listopadu 1982 |
| Portugalsko |       | Velkodůstojník Řádu za zásluhy                    | 17. října 1973     |
| Portugalsko |       | Velkokříž Řádu Kristova                           | 8. června 1983     |
| Portugalsko |       | Velkokříž Řádu prince Jindřicha                   | 5. ledna 2006      |
| Portugalsko |       | Velkokříž Řádu svobody                            | 25. dubna 2011     |
| Řecko       |       | Velkokříž Řádu cti                                | 8. září 1982       |
| Španělsko   |       | Rytíř velkokříže Řádu Isabely Katolické           | 12. prosince 1987  |
| Vatikán     |       | Rytíř velkokříže Řádu Pia IX.                     | 15. března 1983    |